# Хуманитарна фондација Тамара Мисирлић
Хуманитарна фондација Тамара Мисирлић је основана у Врању, почетком 2022. године. Оснивач ове хуманитарне фондације је српска каратисткиња, хуманитарка и добротворка Тамара Мисирлић из Врања.

## О фондацијиТамара Мисирлић
Невладина је организација, званично основана, 17. фебруара 2022. године, са циљем да се помогне, пре свега, деци, одраслима, и старима, али и свим другим угроженим породицама, којима је помоћ неопходна.
До сада, организовано је преко 250 хуманитарних акција, у којима се помогло и збринуло преко 240 породица.

## Начин рада
На почетку деловања које има за циљ помоћ другима, пре него што је основала Хуманитарну фондацију „Тамара Мисирлић“, Тамара је помогла из сопствених средстава многим породицама у Пчињском округу.
Тамара је фондацију основала како би се „све подигло на виши ниво и како би успела да помогне што више породица“.
Мотив да настави да се бави хуманитарним радом су јој сви људи који су гладни, сва деца која немају кров над главом, која немају родитеље, одећу, кревете, струју, воду, оне најосновније ствари и сви остали људи који живе у лошим животним условима.

## Како помоћи корисницима фондације
Посета сајта фондације Хуманитарна фондација „Тамара Мисирлић” јесте први корак како би се свако, ко жели да помогне, информисао на који начин и како одређеном кориснику може помоћи или уплатити новац. Сваки од корисника има свој профил на сајту Фондације. Профили садрже њихове подрачуне, као и информације због чега је кориснику неопходна наша помоћ.
Постоји више начина да се кориснику уплати новац, као што су рачуни за донације:
- Динарски рачун – Рајфајзен банка
- Девизни рачун – Рајфајзен банка
- Динарски рачун – Банка Поштанска штедионица
- Девизни рачун – Банка Поштанска штедионица
- Онлајн донације: СМС Донација

Детаљније информације се могу пронаћи на званичном сајту фондације.

## Помоћ деци, одраслима и старима
Главни циљ јој је да помаже људима широм Србије. Била је задовољна и пре званичног оснивања фондације, јер су до тада успели да реновирају 11 кућа, једну кућу су изградили из темеља, а једну купили, и помогли преко 50 социјално угрожених породица.
Мотив су јој сви болесни и људи са психичким проблемима, којима је потребна било каква подршка, материјална или нека топла реч, и сви они који је чекају и који верују да ће урадити нешто добро за њих. Остале хуманитарне организације су више окренуте деци и младима, док ова фондација помаже, не само деци и младима, већ и старим, болесним и заборављеним лицима, без обзира на старост. Свако ко тешко живи може да добије неку врсту помоћи.

## Линкови
- Хуманитарна фондација „Тамара Мисирлић” на Инстаграму
- Тамара Мисирлић (Карате) на Фејсбуку